# Banana Splits
Banana Splits foi um grupo de bonecos que protagonizou um programa de TV, produzido pela Hanna-Barbera (no original The Banana Splits Adventure Hour).  Exibido pelo canal norte-americano NBC, entre 1968 e 1970. O programa durava uma hora e alternava desenhos animados, seriado com atores, piadas e números musicais. Teve 31 episódios. A primeira temporada foi dirigida por Richard Donner.
Como grupo, O Banana Splits é um quarteto musical amalucado, que toca música pop e rock, formado pelos seguintes bonecos (atores com fantasias):
O cão beagle Fleegle, o guitarrista líder do grupo;
O gorila Bingo, o baterista;
O leão Drooper; o baixista
O elefante Snorky, o tecladista mudo.
Dentre os desenhos animados apresentados pelos bonecos estão Os Cavaleiros da Arábia, os Os Três Mosqueteiros e as Microaventuras.
A série com os atores se chama "A ilha do perigo", e contava com o então jovem Jan-Michael Vincent.
Em 2019, a série foi revivida como um filme de terror: chamado The Banana Splits Movie.